# ديفيد بارك (مؤرخ الفن)
ديفيد بارك (بالإنجليزية: David Park)‏ هو مؤرخ الفن بريطاني، ولد في 23 مايو 1952.